# Kyrgyzská hokejová reprezentace
Kyrgyzská hokejová reprezentace je národní hokejové mužstvo Kyrgyzstánu. Lední hokej v Kyrgyzstánu je řízen Hokejovou federací Kyrgyzské republiky, která je od roku 2011 členem Mezinárodní federace ledního hokeje (IIHF) a sdružuje k roku 2025 přes dva tisíce registrovaných hráčů, z toho 1 105 seniorů, majících k dispozici tři haly a 11 otevřených  stadionů s umělou ledovou plochou. Kyrgyzská hokejová reprezentace byla v dubnu 2025 na 45. místě v žebříčku IIHF.

## Historie
Kyrgyzstánská národní reprezentace mužů debutovala v roce 1962 na zimních spartakiádních hrách. Kyrgyzstán je členem Mezinárodní federace ledního hokeje od 14. května 2011. Kyrgyzstán se vrátil k mezinárodnímu hokeji v roce 2011 na asijských zimních hrách, zatímco juniorský tým debutoval v roce 2017. V letech 2014–2016 se účastnil 1. divize IIHF Challenge Cup of Asia, z nichž dva ročníky pořádal. 
Kyrgyzstán debutoval na mistrovství světa v roce 2019, když hrál v kvalifikačním turnaji divize III, který se konal v Abú Zabí (Spojené arabské emiráty). Na své první ZOH se pokoušel Kyrgyzstán kvalifikovat do Pekingu 2022. V listopadu 2019 tým vyhrál předkvalifikační turnaj v Lucemburku (skupina N), a postoupil do druhého kola kvalifikačního turnaje v Brašově (skupina K). Tam Kyrgyzstán utrpěl do té doby největší porážku 2:18 s Rumunskem, a po dalších dvou prohrách skončil ve skupině poslední a nepostoupil. V únoru 2025 ve čtvrtfinále Asijských zimních her v Charbinu utrpěl porážku s Jihokorejci 0:20.
V roce 2022 pořádal Kyrgyzstán v Biškeku MS divize IV, a postoupil z prvního místa do divize IIIB. V roce 2023 vyhrál Kyrgyzstán v Sarajevu divizi IIIB, a postoupil z prvního místa do divize IIIA, jejíž turnaj se hrál v roce 2024 opět v hlavním městě Kyrgyzstánu. Kyrgyzstán skončil druhý. V roce 2025 postoupil bez ztráty bodu na turnaji IIIA v Istanbulu z prvního místa do skupiny B divize II. Od roku 2022 ke konci turnaje měl na divizních mistrovstvích Kyrgyzstán zápasovou bilanci 18 vítězství a 1 prohry.

## Zimní olympijské hry
| ZOH        | Místo konání ZOH | Umístění                  |
| ---------- | ---------------- | ------------------------- |
| ZOH – 2022 | Čína (Peking)    | nekvalifikovali se        |
| ZOH – 2026 | Itálie (Milán)   | kvalifikační kolo zrušeno |

## Mistrovství světa v ledním hokeji
| MS        | Úroveň           | Místo turnaje | Umístění                         | Celkově                          |
| --------- | ---------------- | ------------- | -------------------------------- | -------------------------------- |
| MS – 2019 | divize III - kv. | Abú Zabí      | 6. místo                         | 52. místo                        |
| MS – 2020 | divize IV        | Biškek        | zrušeno kvůli pandemii covidu-19 | zrušeno kvůli pandemii covidu-19 |
| MS – 2021 | divize IV        | Biškek        | zrušeno kvůli pandemii covidu-19 | zrušeno kvůli pandemii covidu-19 |
| MS – 2022 | divize IV        | Biškek        | 1. místo                         | 45. místo                        |
| MS – 2023 | divize IIIB      | Sarajevo      | 1. místo                         | 46. místo                        |
| MS – 2024 | divize IIIA      | Biškek        | 2. místo                         | 42. místo                        |
| MS – 2025 | divize IIIA      | Istanbul      | 1. místo                         | 41. místo                        |

## Asijské zimní hry
| AZH        | Úroveň    | Místo turnaje | Umístění | Celkově   |
| ---------- | --------- | ------------- | -------- | --------- |
| AZH – 2011 | divize I  | Astana        | 1. místo | 6. místo  |
| AZH – 2017 | divize II | Sapporo       | 2. místo | 12. místo |
| AZH – 2025 | skupina B | Charbin       | 1. místo | 7. místo  |

## IIHF Challenge Cup of Asia
| Rok  | Úroveň   | Místo turnaje | Umístění | Celkově  |
| ---- | -------- | ------------- | -------- | -------- |
| 2014 | divize I | Biškek        | 2. místo | 8. místo |
| 2015 | divize I | Kuvajt        | 3. místo | 8. místo |
| 2016 | divize I | Biškek        | 1. místo | 6. místo |